# Strada provinciale 208 Avio - San Valentino
La strada provinciale 208 Avio - San Valentino (SP 208) è una strada provinciale italiana della provincia autonoma di Trento. Il suo scopo è quello di mettere in collegamento le località sciistiche del Monte Baldo partendo dalla Vallagarina nella parte vicino al comune di Avio, per evitare un allungo dei tempi e limitare il traffico nei pressi di Rovereto e Ala, avendo una lunghezza totale di 16,215 chilometri.

## Percorso

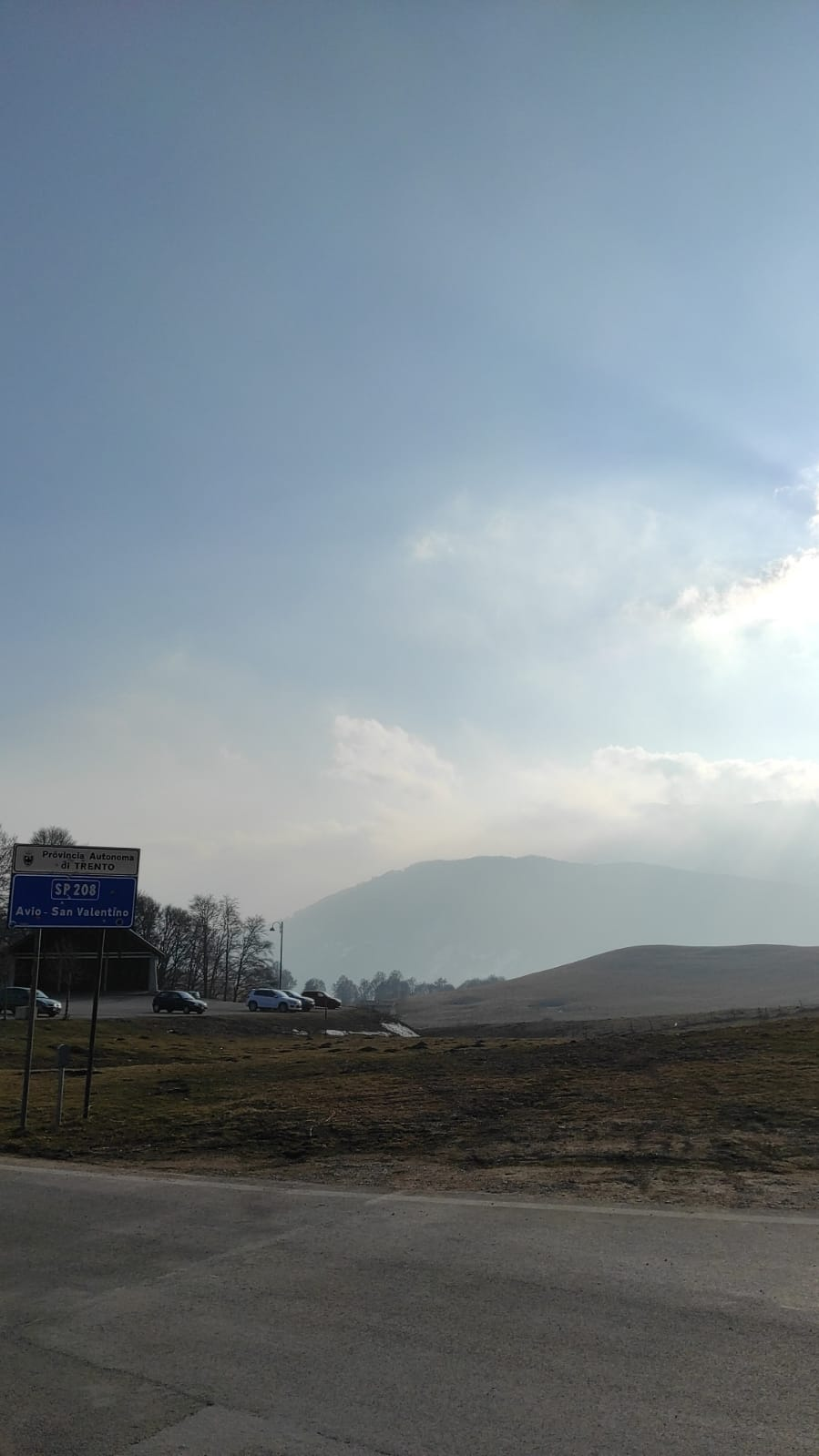
Arrivo della SP 208 a San Valentino di Brentonico

Ha inizio ad Avio, ovvero il comune più meridionale della provincia di Trento, situato nella Vallagarina. l'inizio della strada è facilmente raggiungibile dalla SP 90 Destra Adige (al km 4,094 di essa) e l'unica località incontrata è Prà della Stua dove è situato l'omonimo lago. Nei pressi di quest'ultima località è presente anche un bivio, il quale è il punto di partenza della strada provinciale 230 dei Dossioli che permette il raggiungimento della località di Madonna della Neve (Avio), i Monti Dossioli, varie malge, ed infine la località Prà Alpesina, ove si ricollegherà alla SP 3.
Proseguendo invece la strada termina alla località San Valentino di Brentonico al chilometro 17,770 della SP 3 del Monte Baldo, dove in direzione est c'è possibilità di tornare a valle passando per Brentonico, mentre ad ovest la strada si alza di quota proseguendo sul Monte Baldo.

## Storia
Nella notte tra l'11-12 luglio 2013 si verificò una frana sulla provinciale, all'altezza del paese di Avio. Lo smottamento fu provocato dalle forti piogge che interessarono la zona e la strada fu riaperta al traffico dopo il sopralluogo dei geologi della Provincia per la valutazione sullo stato di sicurezza, e la successiva rimozione del materiale caduto.

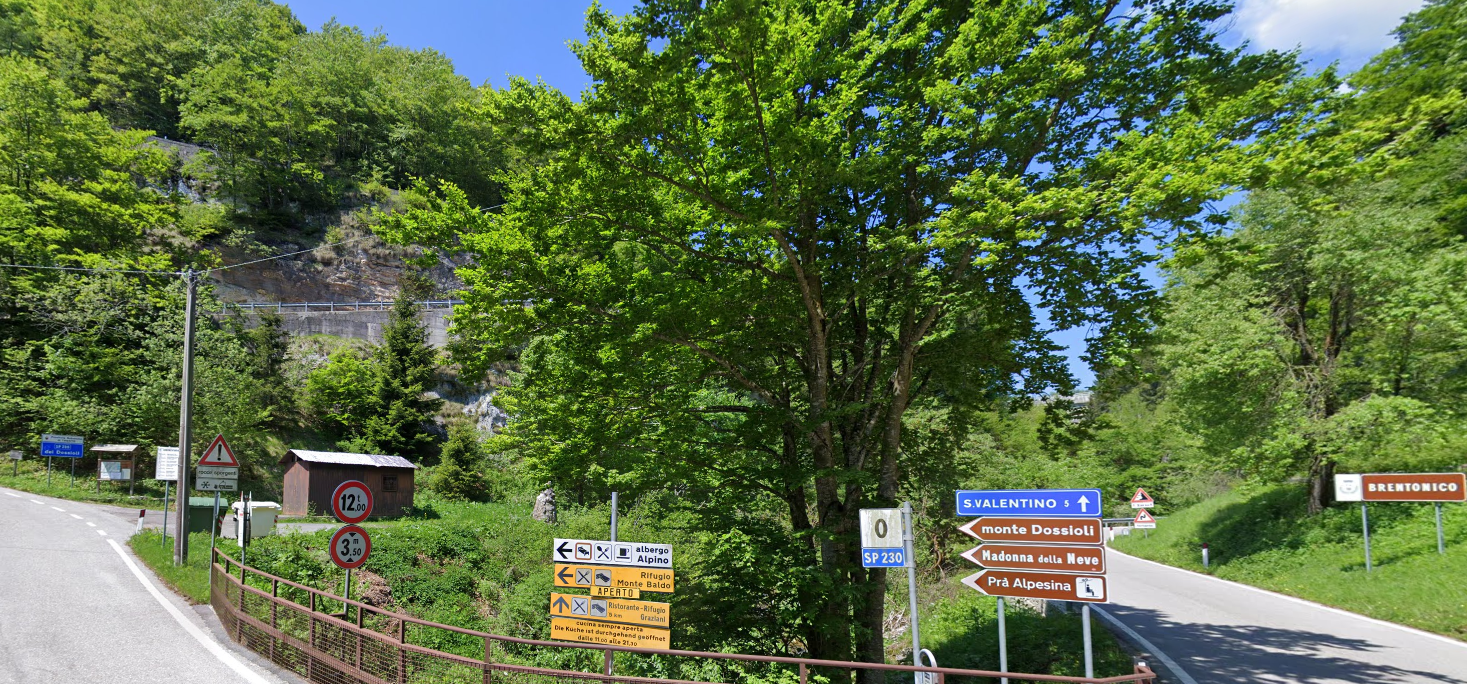
Bivio SP 208 Avio-San Valentino con SP 230 dei Dossioli in direzione San Valentino

## Pericolosità della strada
La strada è molto frequentata soprattutto da ciclisti e turisti, nonostante la sua dimensione di carreggiata ridotta, la sua ripidità e i suoi tornanti pericolosi. Per questo motivo su questa strada la provincia di Trento ha deciso di installare dei cartelli speciali per avvisare gli automobilisti di "rispettare il ciclista" mantenendo quindi una distanza di sicurezza ragionevole ed evitare manovre pericolose per costoro.